# Spisak eksploziva korišćenih tokom Drugog svetskog rata
Skoro svi uobičajeni eksplozivi koji su ovde navedeni bili su mešavine nekoliko uobičajenih komponenti:
- Dunit (Amonijum pikrat)
- TNT (Trinitrotoluene)
- PETN (Pentaerythritol tetranitrate)
- RDX
- Aluminium u prahu.

Ovo je samo delimična lista; bilo je mnogo drugih. Mnoge od ovih kompozicija su sada zastarele i susreću se samo u zastareloj municiji i neeksplodiranim ubojnim sredstvima.
| Ime                             | Kompozicija                                                     | Napomene |
| ------------------------------- | --------------------------------------------------------------- | --- |
| Amatol                          | Amonijum nitrat i TNT                                           | Široko se koristi u bombama, granatama, dubinskim bombama i pomorskim minama |
| Baronal                         | Barijum nitrat, TNT i aluminijum u prahu                        | |
| Baratol                         | Barijum nitrat i TNT                                            | Koristi se u britanskim ručnim bombama. Takođe se koristi kao eksplozivno punjenje male brzine u nuklearnom oružju implozijskog tipa, Fat Man                                                              |
| Kompozicija A                   | 88.3% RDX i 11.7% plastifikator                                 | |
| Kompozicija B                   | RDX, TNT i wax                                                  | Koristi se kao eksplozivno punjenje velike brzine u nuklearnom oružju implozijskog tipa, Fat Man |
| Kompozicija H6                  | 45% RDX, 30% TNT, 20% aluminijum u prahu i 5% vosak             | Zamenjen Torpeks za upotrebu u pomorskim aplikacijama. |
| DBKS (eksploziv dubinske bombe) | 21% RDX, 21% amonijum nitrat, 40% TNT, 18% aluminijum u prahu   | Alternativa za Torpeks, koja je koristila manje strateškog materijala RDX |
| Minol                           | 40% TNT, 40% amonijum nitrat i 20% aluminijum u prahu (Minol-2) | Razvila ga je britanska kraljevska mornarica i koristi se u torpedima, dubinskim bombama i pomorskim minama. Neprikladan za granate zbog opasnosti od detonacije ako se podvrgne veoma velikim ubrzanjima. |
| Oktol                           | 75% HMX (ciklotetrametilen-tetranitramin) i 25% TNT             | Još uvek u upotrebi |
| Pentolit                        | 50% PETN i 50% TNT                                              | |
| Pikratol                        | 52% amonijum pikrat i 48% TNT                                   | Koristi se u oklopnim granatama i bombama kao neosetljivi na udar |
| PIPE                            | 81% PETN i 19% ulja                                             | |
| PTX-1                           | 30% RDX, 50% tetril i 20% TNT                                   | |
| PTX-2                           | 41-44% RDX, 26-28% PETN i 28-33% TNT                            | |
| PVA-4                           | 90% RDX, 8% PVA i 2% dibutil ftalata                            | |
| RIPE                            | 85% RDX i 15% ulja                                              | |
| Tetritol                        | 70% Tetril i 30% TNT                                            | |
| Torpeks                         | 42% RDX, 40% TNT i 18% aluminijum u prahu                       | Razvijen za upotrebu u torpedima, bio je posebno efikasan u proizvodnji destruktivnih, podvodnih eksplozija.                                                                                               |
| Trialen 105                     | 15% RDX, 70% TNT 15% aluminijum u prahu                         | Koristi ga Luftwaffe |
| Eksploziv "D"                   | Amonijum pikrat                                                 | Američka vojska / Mornarica |
| Type 91 Eksploziv               | Trinitroanizol (TNA)                                            | Japanska vojska / Mornarica |

Dva nuklearna eksploziva, koja sadrže mešavine uranijuma i plutonijuma, takođe su korišćena u bombardovanju Hirošime i Nagasakija